# 1979年复兴党整肃
1979年复兴党整肃（阿拉伯語：تطهير حزب البعث 1979）是指1979年7月22日由萨达姆·侯赛因发动的对阿拉伯复兴社会党 (伊拉克主导派)的一场公开整肃。

## 经过
1979年初，伊拉克总统兼革命指挥委员会主席艾哈迈德·哈桑·贝克尔开始同叙利亚签订条约，这会导致两国的统一，而叙利亚总统哈菲兹·阿萨德将会出任副领袖，使萨达姆·侯赛因被淡化。萨达姆于7月16日迫使贝克尔以生病为由辞职，自己继任总统兼革命指挥委员会主席的职务。委员会秘书长穆赫伊·阿卜杜勒·侯赛因抗议这次权力更迭。
7月22日，萨达姆迅速召开党领导层的会议。在会议中，萨达姆命令用录像带进行录像。萨达姆宣称已经在党内存在一个未被发现的第五纵队。此时穆赫伊·阿卜杜勒·侯赛因已被逮捕，在经受了数天的身体折磨以及被威胁家人将遭到处决后，他精神崩溃，承认自己在叙利亚支持下领导对抗伊拉克政府，并给出了68名同谋的名单。这些人一个接着一个被带离会场并遭监禁。在名单被念完之后，萨达姆对仍然在座的人员先前及未来的忠诚表示祝贺。被逮捕的参会人员中有22人被处决，其中包括五名革命指挥委员会的委员。参会人员中还有人被抽选出来担任刽子手，他们被给予武器，直接处决了他们的同志。
至8月1日，上百名复兴党高级成员被处决。8月8日，伊拉克通讯社宣布22名伊拉克人中的21名因为阴谋推翻伊拉克新总统而被处以枪决。会议以及处决的录像带被分发到全国各地。

## 评价
克里斯托弗·希欽斯评价称此次整肃是萨达姆成为伊拉克独裁者的分水岭。他将此次整肃同纳粹德国的长刀之夜、苏联的基洛夫之死（最终导致大清洗）相比。